# Yantala Bas
Yantala Bas (auch: Yantala Ancien, Yantala Ganda) ist ein Stadtviertel (französisch: quartier) im Arrondissement Niamey I der Stadt Niamey in Niger. Es entspricht dem historischen Dorf Yantala (auch: Yantalla).

## Geographie

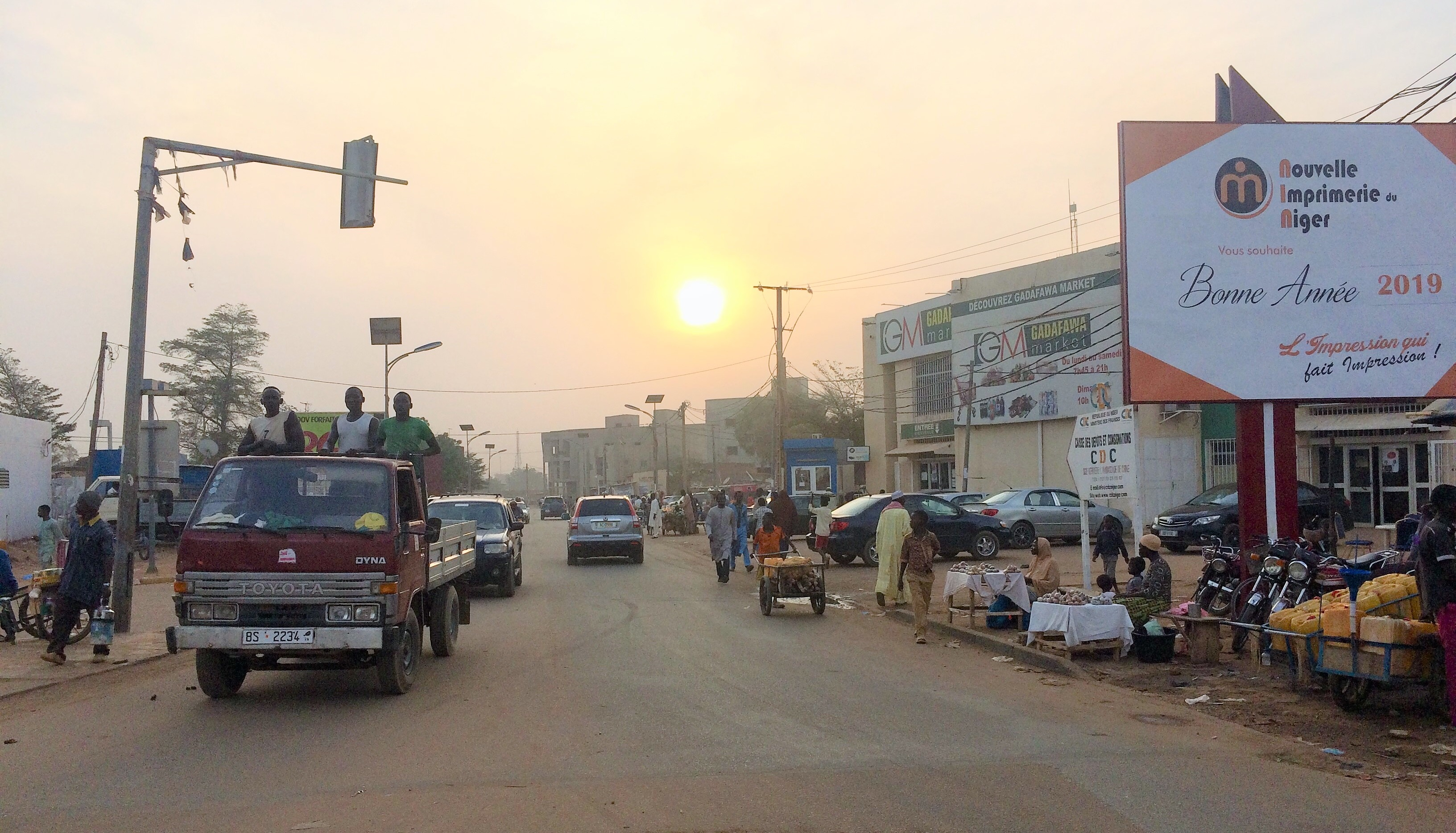
Sonnenuntergang am Boulevard de la Jeunesse (Rue YA 23) in Yantala Bas (2019)

Yantala Bas („Nieder-Yantala“) befindet sich im Westen des Stadtzentrums von Niamey. Die umliegenden Stadtteile sind Yantala Haut („Ober-Yantala“) im Norden, Plateau 2 im Nordosten, Château 1 im Osten, Corniche Yantala im Südosten, Ambassades im Südwesten und Koira Kano im Westen. Das Stadtviertel erstreckt sich über eine Fläche von etwa 59 Hektar und liegt in einem Tafelland mit einer mehr als 2,5 Meter tiefen Sandschicht, wodurch eine bessere Einsickerung als in anderen Teilen der Stadt möglich ist. Yantala Bas gilt als eine der bezüglich Raubüberfälle und Diebstähle gefährlichsten Gegenden von Niamey.
Das Standardschema für Straßennamen im Stadtviertel ist Rue YA 1, wobei auf das französische Rue für Straße das Kürzel YA für Yantala Ancien („Alt-Yantala“) und zuletzt eine Nummer folgt. Dies geht auf ein Projekt zur Straßenbenennung in Niamey aus dem Jahr 2002 zurück, bei dem die Stadt in 44 Zonen mit jeweils eigenen Buchstabenkürzeln eingeteilt wurde.

## Geschichte
Yantala Bas entspricht der historischen Siedlung Yantala. Das Dorf bestand bereits vor der zu Beginn des 20. Jahrhunderts erfolgten Gründung der Stadt Niamey. Der Rang, am Anfang der Besiedlungsgeschichte des Stadtgebiets zu stehen, ist zwischen Gruppen aus Yantala, Goudel, Kalley, Maourey und Saga strittig. Mit der Gründung von Plateau, dem neuen europäischen Viertel von Niamey, im Jahr 1937 lag das von Zarma bewohnte Dorf Yantala an dessen Rand.
Viele Grundstücke in Yantala wurde in den 1950er Jahren, wie auch in Goudel und anderen Teilen der schnell wachsenden Stadt, irregulär von Grundstücksspekulanten in Besitz genommen. Zu den ersten Käufern zählten ehemalige Soldaten und staatliche Funktionäre. Yantala wuchs in den 1960er Jahren unkontrolliert weiter und machte vorangegangene Stadtplanungen obsolet. In den 1970er Jahren entstand als Erweiterung das Stadtviertel Yantala Haut. Mit der Einteilung von Niamey in fünf Distrikte im Jahr 1979 wurde Yantala Bas Teil des 1. Distrikts, der 1989 mit dem 2. Distrikt in der Teilgemeinde Niamey I aufging, die wiederum 1996 in der bisherigen Form aufgelöst wurde.

## Bevölkerung
Bei der Volkszählung 2012 hatte Yantala Bas 17.290 Einwohner, die in 3351 Haushalten lebten. Bei der Volkszählung 2001 betrug die Einwohnerzahl 18.638 in 2993 Haushalten und bei der Volkszählung 1988 belief sich die Einwohnerzahl auf 22.085 in 3988 Haushalten.

## Kultur und Sehenswürdigkeiten
Die römisch-katholische Pfarrkirche St. Johannes wurde von 2001 bis 2002 erbaut. Sie ist Sitz der 1985 gegründeten Pfarre von Yantala, die zum Erzbistum Niamey gehört.

## Infrastruktur

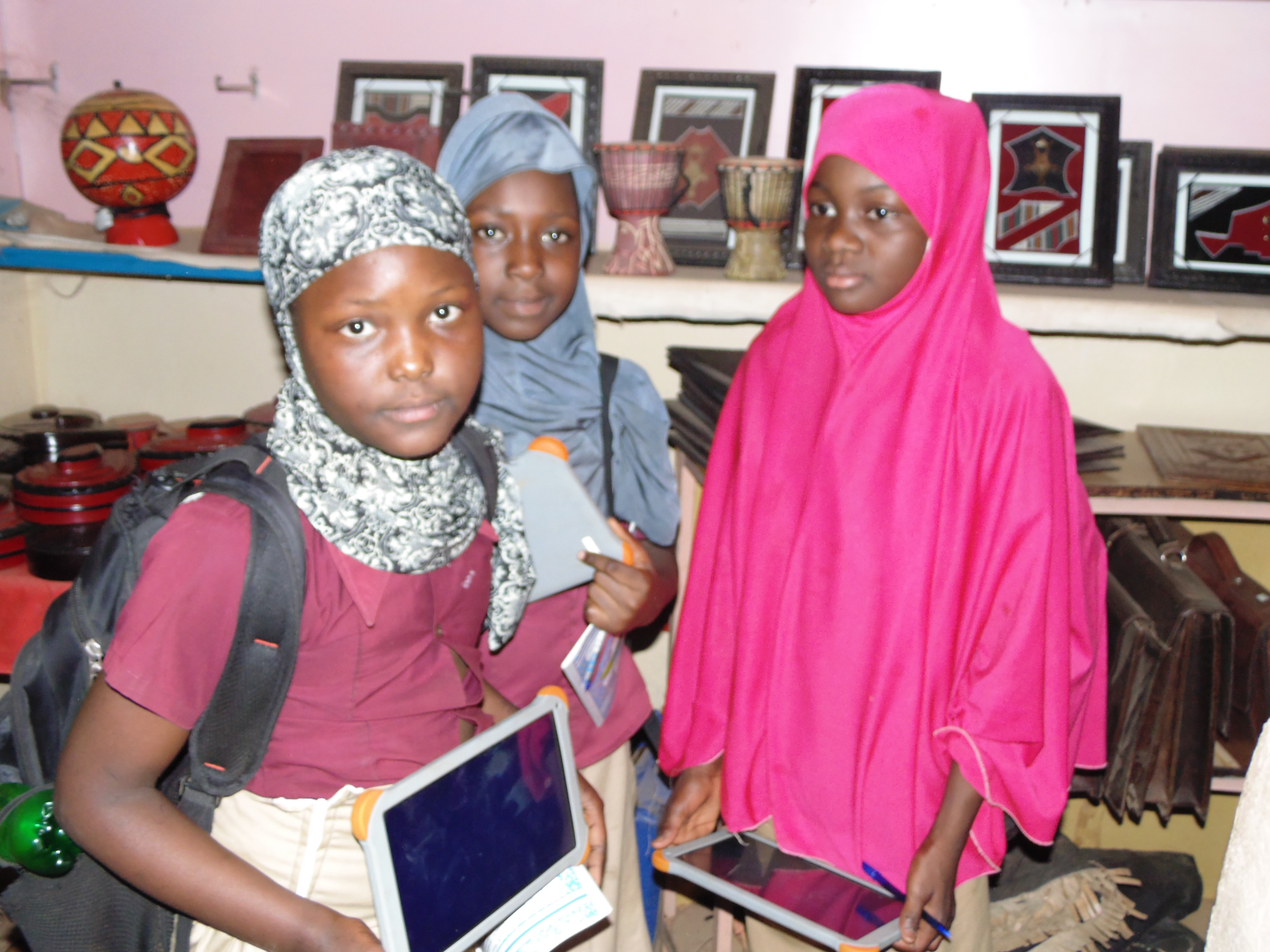
Schülerinnen in der Ecole primaire de Yantala I (2019)

Der kleine Markt Lisogongo befindet sich am Boulevard de la République im Süden von Yantala Bas. Er besteht seit dem Jahr 1995, erstreckt sich eine Fläche von 0,36 Hektar und dient in erster Linie der Versorgung der Bevölkerung des Stadtviertels. In Yantala Bas gibt es mehrere öffentliche Grundschulen. Die älteste, die Ecole primaire de Yantala I, wurde 1955 gegründet. Die Berufsschule Institut Nigérien d’Enseignement Technologique (INET) bietet Ausbildungen zu Informatik, Buchhaltung, Handel und Bankwesen an.
Im Stadtviertel ist mit einem Centre de Santé Intégré (CSI) ein Gesundheitszentrum vorhanden. Die Wohnhäuser in Yantala Bas sind üblicherweise Lehmziegelbauten ohne jeden Komfort. Gekocht wird im Freien. Es gibt kein Fließwasser und entsprechend auch keine Duschen und Wasserklosetts. Im Stadtviertel befindet sich eine Trinkwasseraufbereitungsanlage.